# Zakłady Chemiczne Blachownia
Zakłady Chemiczne Blachownia – przedsiębiorstwo chemiczne działające w latach 1950–1997, zlokalizowane w Blachowni, dzielnicy Kędzierzyna-Koźla.

## Historia
W 1939 koncern Oberschlesische Hydrierwerke A.G. rozpoczął w Blachowni budowę zakładu produkującego benzynę syntetyczną z węgla metodą Bergiusa. Alianckie lotnictwo, które startowało z Włoch, przeprowadziło w 1944 zmasowane naloty bombowe, w wyniku których tutejsze zakłady chemiczne zostały zniszczone. W dniach 21/22 stycznia 1945 przeprowadzono ewakuację zakładów.
Po zajęciu Kędzierzyna przez Armię Czerwoną, Rosjanie przeprowadzili całkowity demontaż urządzeń i aparatury zakładów chemicznych. Zniszczenia osiągnęły poziom 100%. Pozostałe urządzenia wywieźli Polacy do odbudowywanych zakładów chemicznych w Oświęcimiu, Chorzowie i Tarnowie.

### Zakłady Koksochemiczne „Blachownia”
Sześcioletni plan rozwoju 1950–1955 przewidywał budowę w Blachowni wytwórni benzolu i smoły koksowniczej. Nowa fabryka została nazwana Zakłady Koksochemiczne „Blachownia”.
Pierwszą produkcję benzolu uruchomiono w lipcu 1952. W 1953 zdecydowano o budowie elektrociepłowni Elektrownia Blachownia, która została uruchomiona w 1957 na potrzeby zakładów chemicznych.
Kolejna uruchomiona w 1955 roku instalacja służyła do kompleksowego przetwarzania smoły, w jej skład wchodziły jednostki destylacji smoły, wytwarzania smół drogowych i dachowych, naftalenu i antracenu oraz utwardzania paku.

### Zakłady Chemiczne „Blachownia”
W 1956 roku przedsiębiorstwo rozpoczęło działalność z zakresu syntezy chemicznej. W tym czasie zmieniono nazwę na Zakłady Chemiczne „Blachownia”. W 1963 rozpoczęło produkcję etylobenzenu, a w 1964 tereftalanu dimetylowego. W 1977 ta ostatnia instalacja została przebudowana na potrzeby wytwarzania bisfenolu A i nonylofenolu. W 1966 rozbudowano część petrochemiczną zakładu, rozpoczęto m.in. produkcję polietylenu, którego przetwórstwo rozwijano do lat 80. XX wieku.
| Rok  | Liczba pracowników „Blachowni” |
| ---- | ------------------------------ |
| 1955 | 558                            |
| 1975 | 4300                           |

Źródło: S. Składowski „Techniczne i organizacyjne aspekty rozwoju przemysłu chemicznego w powiecie kozielskim”, Opole 1971.

### Podział przedsiębiorstwa
W latach 90. XX wieku rozpoczęto restrukturyzację przedsiębiorstwa, która polegała na wyodrębnieniu jednostek produkcyjnych z majątku „Blachowni” i tworzeniu z nich samodzielnych spółek prawa handlowego. Spółki te tworzą Grupę Kapitałową Blachownia, kierowaną przez Blachownia Holding SA.
Kilka spółek zostało sprzedanych udziałowcom zewnętrznym i odłączyło się od holdingu.

## Dyrektorzy naczelni
- 1950 – Leopold Łukaszek
- 1950–1955 – Józef Gondzik
- 1955–1956 – p.o. Piotr Szewczyk
- 1956–1957 – Karol Nowak
- 1957–1962 – Janusz Głowacki
- 1962– ... – Andrzej Śladek
- ... – ... – Adam Bazan
- ... – ... – Włodzimierz Kotowski
- ... – ... – Roman Jarawka
- ... – ... – Adam Mazur
- ... – ... – Jerzy Marszycki
- ... – ... – Jan Niedziela
- ... – ... – Kazimierz Kaliński